# Pont du Lit au Roi
Le pont du Lit au Roi est un pont à béquille permettant de franchir le canal de dérivation du Rhône à Belley dans l'Ain, à proximité du lac du Lit au Roi. 
C'est un pont routier, construit en 1981 par la Compagnie nationale du Rhône.
Il est construit en béton précontraint et long de 95 mètres.